# Il prezzo della gloria (film 1930)
Il prezzo della gloria (Melody Man) è un film del 1930 diretto da Roy William Neill.

## Trama
Earl von Kemper è un famoso compositore austriaco fuggito negli Stati Uniti: a Vienna, durante un suo concerto alla presenza dell'imperatore, Kemper ha sorpreso la donna amata chiusa in un boudoir insieme a Federico, il principe ereditario. Folle di gelosia, il musicista ha ucciso il principe, fuggendo poi insieme alla figlia.
Sono passati quindici anni. Kemper si guadagna da vivere suonando il violino in un locale di New York insieme a due altri musicisti. Sua figlia Elsa conosce Al Tyler, un musicista jazz. Quest'ultimo sente per caso la rapsodia di Kemper, quella che era stata suonata al concerto per l'imperatore; la musica gli piace, la arrangia, facendola diventare un pezzo jazz di grande successo. Ma la musica viene riconosciuta da Baden, ministro della polizia austriaco che si appresta quindi ad arrestare Kemper. Il musicista allora finge con la figlia di aver ottenuto un ingaggio in Europa, lasciando in America i due giovani innamorati.

## Produzione
Il film fu prodotto dalla Columbia Pictures Corporation.

## Distribuzione
Distribuito dalla Columbia Pictures, uscì nelle sale cinematografiche statunitensi il 15 gennaio 1930.